# Lorenzo Oliván
Lorenzo Oliván (Castro-Urdiales, Cantabria, 1968) es un poeta, traductor y ensayista español, influido por las generaciones poéticas del 27 y del 50, y por la poesía moderna anglosajona.
En el año 2000 resultó ganador del premio Loewe con su poemario Puntos de fuga (Visor, 2001), y en 2003 su obra poética fue también reconocida con el premio Generación del 27 por su Libro de los elementos. Anteriormente recibió el premio Luis Cernuda por Visiones y revisiones. En abril de 2015 recibió el Premio Nacional de la Crítica por Nocturno casi.

## Biografía
Lorenzo Oliván nació en Castro Urdiales, provincia de Cantabria en el año 1968, y tras pasar estancias intermitentes en La Rioja y vivir también en Zaragoza y Oviedo, por cuya universidad se licenció en filología hispánica, en la actualidad reside en la ciudad de Santander.
Ha ejercido la crítica literaria en el suplemento cultural de ABC, y entre los años 1997 y 2003 codirigió la revista de literatura y arte Ultramar. En el año 2001 coeditó Espacio Hierro, medio siglo de creación poética de José Hierro. Fruto de un ciclo anual de poesía que dirigió en Santander, ha editado tres volúmenes de Poesía con Norte. Su obra está incluida en numerosas antologías de poesía española contemporánea.
En la actualidad trabaja como profesor de Lengua y Literatura en un instituto de educación secundaria en Cantabria, España.

## Obra en verso
- Los daños, Tusquets, 2022.
- Para una teoría de las distancias, Tusquets, 2018.
- Nocturno casi, Tusquets, 2014. Premio Nacional de la Crítica.
- Libro de los elementos. Visor, 2004. Premio Internacional de Poesía Generación del 27.
- Puntos de fuga, Visor, 2001. Premio Internacional de Poesía Fundación Loewe.
- Único norte, Pre-Textos, 1995.
- Visiones y revisiones, Qüasyeditorial, 1995. Premio Luis Cernuda de poesía.

## Obra en prosa
Ha cultivado el aforismo y la prosa poética, sobre todo en forma de textos muy breves. A este género pertenecen los siguientes libros:
- Dejar la piel. Pensamiento y visión. (1986-2016), Pre-Textos, 2017.
- Hilo de nadie, DVD, 2008.
- El mundo hecho pedazos, Pre-Textos, 1999.
- La eterna novedad del mundo, Comares, 1993.
- Cuatro trazos, Biblioteca de Óliver, 1988.

## Ensayo
- Las palabras vivas. La poesía y la poética de José Hierro, Pre-Textos, 2022.
- José Hierro y el ritmo: la música por dentro, Bedia, 2012.
- El fragmento poético: pensamiento y visión, en Poesía española posmoderna, Visor, 2010, pp. 157-166.
- La palabra viva de José Hierro, Cátedra Emilio Alarcos Llorach, 2005.

## Traducciones
Lorenzo Oliván ha traducido al castellano a John Keats y a Emily Dickinson:
- Belleza y verdad, de John Keats, Pre-Textos, 1998, 2ª ed. 2010.
- Epístolas y otros poemas, de John Keats,  Pavesas, 2000.
- La soledad sonora, de Emily Dickinson, Pre-Textos, 2001, 2ª ed. 2010.